# Syrischer Zivilschutz (Weißhelme)
Der Syrische Zivilschutz (arabisch الدفاع المدني السوري, DMG ad-difāʿ al-madanī s-sūrī, englisch Syria Civil Defence, SCD), allgemein als Weißhelme bekannt, ist eine private Zivilschutzorganisation von Freiwilligen und bezahlten Helfern in Syrien, die seit 2013 im Bürgerkrieg in nicht von der Regierung kontrollierten Teilen des Landes aktiv ist. Sie ist nicht zu verwechseln mit den staatlichen syrischen Zivilschutzkräften. Mit Stand 3. April 2020 betrug die Mannstärke 2900.
In der zweiten syrischen Übergangsregierung wurde der bisherige Leiter der Weißhelme, Raed al-Saleh, als Minister für Katastrophenmanagement und Notfallhilfe ernannt.

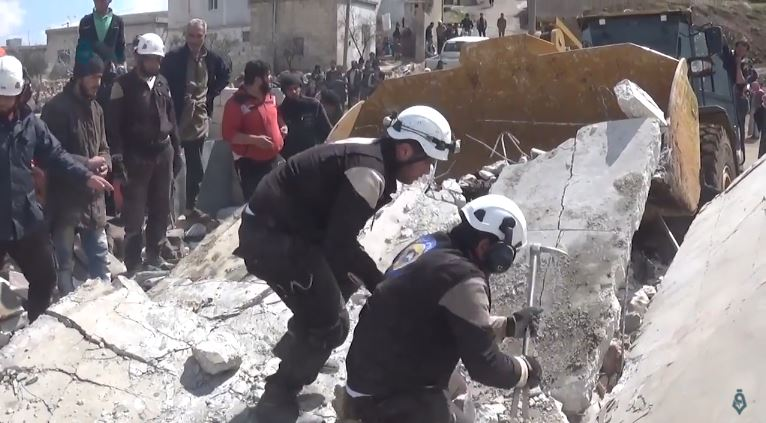
Angehörige der Weißhelme in Kafr Oweid im Gouvernement Idlib im November 2017

## Geschichte
Die Grundzüge der Organisation bildeten sich Anfang des Jahres 2013 zunächst als spontane Freiwilligengruppen in vom Bombenkrieg betroffenen städtischen Wohnvierteln des Landes, bevor Fachleute des türkischen AKUT Such- und Rettungsvereins im März 2013 in der Türkei unter britischer Vermittlung mit der Qualifizierung von zunächst 20 Helfern im Spezialgebiet „Urban Search and Rescue“ anfingen. Das damit gestartete Unterstützungsprogramm unter der Leitung des Briten James Le Mesurier bildete bis 2015 nach eigener Aussage rund 1200 Weißhelme aus. Die mit internationalen Spenden von der in den Niederlanden registrierten Stiftung „Mayday Rescue“ koordinierte Förderung der Weißhelme (Projekt „Batal“) umfasste neben Ausbildung und Ausrüstung auch Hilfe in den Bereichen Organisationsentwicklung, Einbindung der lokalen Gemeinden, sowie Lobbyarbeit.
Erst als sich im Herbst 2014 Vertreter mehrerer Dutzend lokaler Rettungsgruppen auf eine gemeinsame Prinzipienerklärung verständigten, gründete sich damit formal die Organisation Syrischer Zivilschutz, die in der Folge als Weißhelme international bekannt wurde. Im Oktober 2014 gewählter Leiter der Weißhelme war der ehemalige Elektronik-Händler Raed Saleh, der als Vertreter der Gruppe unter anderem im Juni 2015 vom UN-Sicherheitsrat angehört wurde. Die Organisation betrieb zwischenzeitlich ein „Hauptquartier“ mit kleinem Führungsteam im nordsyrischen Ort Sarmada und eine Repräsentanz im türkischen Gaziantep. Die Gruppe bestand landesweit aus bis zu 3300 Freiwilligen in 169 Regionalzentren.
In der Folge der Rückeroberung weiter Teile des Südwesten Syriens durch die Assad-treuen Kriegsparteien gerieten die Weißhelme als von der Regierung mehrfach zu Terroristen erklärte Gruppe bis Sommer 2018 dort unter erheblichen Druck. Im Juli 2018 evakuierten Soldaten der israelischen Streitkräfte in enger politischer Abstimmung mit den USA, Kanada, Frankreich, Großbritannien und Jordanien aus Syrien nahe der Grenze zu den seit 1967 von Israel besetzten Golanhöhen insgesamt rund 422 Freiwillige der Organisation und deren Familienangehörige und brachten sie mit Bussen nach Jordanien. Mehrere westliche Staaten erklärten sich bereit, die Evakuierten aufzunehmen, unter anderem sagte Deutschland die Aufnahme von ca. 47 Menschen zu. Die syrische Regierung erklärte aus diesem Anlass, es handele sich bei den Weißhelmen um Ersthelfer einer Frontorganisation für Terroristen und Marionetten ausländischer Regierungen. Durch sogenannte Double Taps der russischen und syrischen Luftstreitkräfte wurden bis Mitte des Jahres 2018 etwa 930 Weißhelme in Syrien getötet oder verletzt.
Ab Herbst 2018 waren die Mitglieder noch in der von Regierungsgegnern gehaltenen nordsyrischen Großstadt Idlib präsent, wo sie sich seit dem Waffenstillstand vom September anstelle von Rettungseinsätzen Wiederaufbaumaßnahmen zur Instandsetzung der zivilen Infrastruktur widmeten.
Während der Covid-Pandemie im Jahr 2020 betätigten sich die Weißhelme mit Desinfektionsarbeiten in Flüchtlingscamps und mit Prävention, generell als medizinische Ersthelfer und Berater, sowie weiter als Technisches Hilfswerk beim Wiederaufbau wie auch bei der Entschärfung und Entsorgung von Blindgängern.
In den von der SDF kontrollierten, mehrheitlich kurdischen Gebieten des Landes wurde der Einsatz der Weißhelme durch kurdische Stellen 2015 unterbunden und eine Anfrage bei der Brandbekämpfung zu helfen 2019 abgelehnt, da die Organisation in der kurdischen Bevölkerung als pro-türkisch wahrgenommen und mit extremistischen Organisationen assoziiert werde.
Beim Erdbeben in der Türkei und Syrien 2023 Anfang Februar 2023 waren die Weißhelme als Rettungskräfte tätig.

## Finanzierung

### Staatliche Zuwendungen
Größter staatlicher Geldgeber war in der Anfangsphase Großbritannien. Das Land bezuschusste über die von James Le Mesurier gegründete Stiftung Mayday Rescue die Schulung und Ausrüstung von Mitgliedern zwischen 2012 und November 2015 mit 15 Millionen Pfund und stockte die Unterstützung bis Oktober 2016 auf 32 Millionen Pfund auf.
Der größte Geldgeber der Weißhelme war 2016 die United States Agency for International Development (USAID). Im gesamten Zeitraum 2013 bis 2018 erhöhte sich die Summe auf 32 Millionen US-Dollar. Im März 2018 verfügte US-Präsident Donald Trump ein Einfrieren der gesamten humanitären Syrien-Hilfe, wovon auch die Weißhelme betroffen waren. Das Budget der Organisation bestand zu etwa einem Drittel aus Spenden der USA. Am 14. Juni 2018 erklärte das US-Außenministerium, der US-Präsident habe angeordnet, 6,6 Mio. US-Dollar bereitzustellen.
Weitere staatliche Förderer waren (Stand 2016) auch Kanada, Dänemark, Deutschland (bis 2020 insgesamt rund 19,62 Millionen Euro im Jahr 2020 – 5,1 Millionen Euro), Japan, die Niederlande bis 2018, und Neuseeland. Die ausländischen Zuwendungen wurden laut Auswärtigem Amt 2016 unter anderem zur Finanzierung einer individuellen Aufwandsentschädigung für die Weißhelme von monatlich rund 175 Dollar verwendet.

### Private Zuwendungen
Die Gruppe wurde seit 2014 von der Hilfsorganisation „The Syria Campaign“ unterstützt (in Großbritannien registriert unter dem Namen „The Voices Project“), die zugunsten der Weißhelme unter anderem die Crowdfunding-Website “WhiteHelmets.org” betrieb und keine Zuwendungen von Regierungen annahm. Nach eigener Aussage unterstützte die Organisation außerdem die Realisierung der Filmdokumentation Die Weißhelme (siehe unten). Eigenen Angaben zufolge wurden die Weißhelme 2016 auch von Chemonics finanziert, einer privaten Entwicklungshilfe-Organisation aus den USA.

## Tätigkeiten
Die Organisation leistet humanitäre Hilfe für die Opfer des Krieges. Das Deutsche Auswärtige Amt schrieb der Organisation eine Beteiligung bei der Rettung von 90.000 Opfern zu und nannte die Weißhelme ein „Symbol der Hoffnung und der Zivilcourage“. Im Weiteren dokumentieren die Mitglieder ihre Einsätze, diese aktive Öffentlichkeitsarbeit in den sozialen Medien und der Presse wird von russischen Medien als „Beweis für die Propagandafunktion“ angeführt. Die Organisation betont, dass sie durch das Abbilden des Leids in der Zivilbevölkerung zu Spenden motiviere.
Jean-Pierre Filiu schrieb im Oktober 2016, Zentren der Organisation um Aleppo seien systematisch von russischen Kampfjets bombardiert und seit 2013 mindestens 141 Helfer getötet worden.

## Auszeichnungen
- 2016: Right Livelihood Award (Alternativer Nobelpreis).[44][45]
- 2016: Deutsch-Französischer Preis für Menschenrechte und Rechtsstaatlichkeit – Sonderpreis des französischen und des deutschen Außenministeriums

## Desinformationen über Weißhelme
Die mit der Aufklärung und Abwehr von internationalen Desinformationskampagnen beauftragte East StratCom Task Force des Europäischen Auswärtigen Dienstes der Europäischen Union hat zahlreiche Fälle dokumentiert, in denen die Weißhelme Gegenstand von Falschmeldungen waren, die zu ihrer Diskreditierung dienten. Eine „Schmieren“- und Desinformationskampagne mit vielen lancierten oder verbreiteten Falschmeldungen wurde von russischen Staatsmedien wie RT oder Sputnik betrieben, aber auch vom russischen Verteidigungsministerium und diplomatischen Vertretungen im Ausland. Le Mesurier wurde wahlweise als Terrorist, Pädophiler oder Organhändler bezeichnet, Nützliche Idioten, so der Guardian, halfen, solche Verschwörungstheorien zu verbreiten.
Die Weißhelme trugen während ihrer Rettungsaktionen am Körper Kameras und „dokumentieren damit vor allem eines: die Brutalität des Assad-Regimes und der mit ihm verbündeten Russen“, was sowohl die Schweizer Nachrichtensendung Echo der Zeit als auch die Süddeutsche Zeitung im Juli 2018 als Ursache für die heftigen Reaktionen der syrischen Regierung nannten. Aus russischen Quellen wiederum stamme „ein Großteil der Videos, die in einer Kampagne in den sozialen Medien verbreitet werden und die Weißhelme als islamistische Terroristen diskreditieren.“ So hatte der russische Staatssender Rossija 1 im Frühjahr 2018 Aufnahmen verbreitet, welche ein (tatsächliches) Filmset zeigten und entsprechende Facebook-Beiträge veröffentlicht, mit der Behauptung, dabei hätte es sich um eine Hollywood-Produktion von Weißhelm-Einsätzen gehandelt, mit der Syrien und Assad dämonisiert werden sollen. Tatsächlich zugeordnet werden konnten die Bilder jedoch einem Filmset des vom syrischen Staat geförderten Spielfilms Revolution Man, bei dem der Sprecher des syrischen Parlaments Regie führte.
Zuvor war einmal im Jahr 2016 tatsächlich ein Video von Weißhelmen in Aleppo produziert worden, um an einer Social-Media-Challenge teilzunehmen, wofür sich die Organisation entschuldigte. CNN schrieb, russische Medien hätten gerade anhand dieses Videos Zweifel auch an anderen Videos geäußert.
Die britische Tageszeitung The Guardian schrieb 2017, eine Kontroverse sei von einer durch Russland gestützten Kampagne aktiv hergestellt worden und sei mehr eine Fallstudie für einen Informationskrieg. Zuvor unbekannte Blogger seien von RT als „Experten“ interviewt worden und eine Studie, welche die Tweets untersuchte, welche gegen die Weißhelme gerichtet waren, fand 6000 Accounts, die in anderen russischen Kampagnen aufgefallen waren, und einige, welche direkt einer russischen Trollfabrik zuzuordnen waren. Erfundene Meldungen sollen in ihrer schieren Masse bei Google, YouTube und Twitter überwogen haben, wobei Accounts hunderte Tweets innerhalb weniger Stunden abgesetzt hätten.
In einer Korrektur eines früheren Artikels stellte der britische Guardian im August 2018 klar, dass der ehemalige Offizier der britischen Streitkräfte James Le Mesurier lediglich 1999 im Rahmen eines einjährigen Einsatzes auf einer Friedensmission auf dem Balkan eine nachrichtendienstliche Funktion hatte.

### Angebliche Finanzaffäre derMayday Rescue Foundation
Zur von James Le Mesurier gegründeten Stiftung veröffentlichte die niederländische Zeitung De Volkskrant im Juli 2020 einen Artikel zu einer angeblichen Betrugsaffäre, den das deutsche Nachrichtenmagazin Der Spiegel im Dezember 2021 als Diskreditierungskampagne bezeichnete Laut dem niederländischen Zeitungsartikel hatte deren Gründer James Le Mesurier drei Tage vor seinem Tod die Geberländer über von ihm veruntreute Spendengelder im Zusammenhang mit einem Notfallgeld von 50.000 Dollar informiert. Eine Untersuchung der Geberländer sei nicht öffentlich gemacht worden, habe jedoch auch keine Unterschlagung gefunden (schon ab Ende 2018 hatten die Briten ein Audit durchgeführt). Die Wirtschaftsprüfungsgesellschaft SMK habe im November 2019 grundsätzlich Probleme bei den Aufsichtsstrukturen der Stiftung festgestellt, sowie, dass Mayday nicht nur eine gemeinnützige niederländische Stiftung gewesen sei, sondern auch Handelsniederlassungen in der Türkei und in Dubai gehabt habe. Le Mesuriers Nachfolger Cor Vrieswijk habe die Gehälter teils als „übermäßig“ eingeschätzt und erklärte gleichzeitig: „Aber die Geberländer wussten davon und hatten ihre Zustimmung gegeben.“ Auch diesen Vorwürfen widerspricht der Bericht des Nachrichtenmagazins Der Spiegel vom Dezember 2021. Die Vorwürfe seien Teil einer Intrige und Desinformationskampagne, um das weltweite Ansehen der Weißhelme zu schwächen.

## Film
Netflix veröffentlichte am 16. September 2016 den Dokumentar-Kurzfilm Die Weißhelme (The White Helmets) von Regisseur Orlando von Einsiedel. Bei der Oscarverleihung 2017 wurde der Film mit dem Oscar für den besten Dokumentar-Kurzfilm ausgezeichnet.
2017 erschien auf dem Sundance Film Festival 2017 der Dokumentarfilm Die letzten Männer von Aleppo, der in der Kategorie World Cinema Documentary als „Bester Dokumentarfilm“ ausgezeichnet wurde. Der Film begleitet eine Gruppe junger Weißhelme bei der Arbeit. Kritisiert wurde am Film unter anderem in der Frankfurter Rundschau, dass der Regisseur Feras Fayyad bei den Dreharbeiten nicht vor Ort war und die dortige Herstellung aller Aufnahmen lokalen Journalisten oblag, die durchwegs der syrischen Opposition nahe standen. Fayyad beklagte sich, die russische und syrische „Propaganda“ sei mehr daran interessiert, die Weißhelme anzugreifen als die anderen Terroristengruppen.